# Jacqueline Sassard
Jacqueline Sassard (Nice, 13 de março de 1940) foi uma atriz francesa.